# Kleiner Teichtalskopf
Der Kleine Teichtalskopf ist ein etwa 362 m ü. NHN hoher Bergsporn des Großen Teichtalskopfs (492 m) im Harz. Er liegt bei Herzberg am Harz im gemeindefreien Gebiet Harz des Landkreises Göttingen in Niedersachsen.

## Geographie

### Lage
Der Kleine Teichtalskopf erhebt sich im Mittelharz. Er befindet sich im Gegensatz zum Großen Teichtalskopf knapp außerhalb des Nationalparks Harz im Naturpark Harz. Sein Gipfel liegt knapp 2 km nordöstlich des Ortskerns der Herzberger Kernstadt. Der Sporn fällt nach Osten bis Südsüdosten in das Tal der Sieber ab. Die Landschaft leitet nach Nordosten mit geringer Schartenhöhe zum Großen Teichtalskopf (492 m) über.

### Naturräumliche Zuordnung
Über den Kleinen Teichtalskopf verläuft die Grenze des in der naturräumlichen Haupteinheitengruppe Harz (Nr. 38), in der Haupteinheit Oberharz (380) und in der Untereinheit Südlicher Oberharz (380.8) liegenden Naturraums Sieberbergland (380.82) zum südwestlich daran anschließenden Naturraum Schotterfluren der Rhume, Oder und Sieber (376.23), der in der Haupteinheitengruppe Weser-Leine-Bergland (37) und dessen Haupteinheit Südwestliches Harzvorland (376) zur Untereinheit Osterode-Herzberger Vorland (376.2) zählt.

## Schutzgebiete und Bewaldung
Auf dem Kleinen Teichtalskopf liegen Teile des Naturschutzgebiets Siebertal (CDDA-Nr. 64701; 1992 ausgewiesen; 6,947 km² groß) und des Fauna-Flora-Habitat-Gebiets Sieber, Oder, Rhume (FFH-Nr. 4228-331; 24,5051 km²). Bis auf den Übergangsbereich zum Großen Teichtalskopf reicht das FFH-Gebiet Nationalpark Harz (Niedersachsen) (FFH-Nr. 4129-302; 157,7 km²) und das Vogelschutzgebiet Nationalpark Harz (VSG-Nr. 4229-402; 155,59 km²). Der Sporn ist fast vollständig mit Buchen bewachsen.

## Teichtal
Westlich des Kleinen Teichtalskopfs liegt das kurze Teichtal. Es beginnt südsüdwestlich des Großen Teichtalskopfs, verläuft überwiegend nach Süden und mündet in das östlich bis südsüdöstlich des Kleinen Teichtalskopfs befindliche Tal der Sieber.

## Quelle
- Topographische Karte Bad Lauterberg, Nr. 4328, M = 1:25.000 (TK25), ISBN 9783894354237